# Claude Guimond de La Touche
Pour les articles homonymes, voir La Touche (homonymie).
Claude Guimond de La Touche, né le 17 octobre 1723 à Châteauroux et mort le 14 février 1760, est un poète tragique français.

## Biographie
Après avoir terminé ses études à Rouen, La Touche entra dans la Société de Jésus où il resta quatorze ans. Après l’avoir quittée, il se livra à la poésie et débuta par une ode sur la naissance du duc de Bourgogne, intitulée : Mars au berceau (1751, in-8°).
La seule tragédie qu’il ait composée et qui a fait vivre son nom, Iphigénie en Tauride, fut représentée au Théâtre-Français le 4 juin 1757. Si l’on en croit mademoiselle Clairon, le cinquième acte, dont les comédiens n’étaient pas contents, fut refait en entier, ce jour même, par l’auteur, et pourtant la toile se leva à cinq heures et demie.
Le succès d’Iphigénie en Tauride fut tout d’enthousiasme. Guimond, redemandé à grands cris, se laissa amener sur la scène et s’évanouit de joie en se retirant. Sa pièce, remarquable à plusieurs égards et restée comme une des meilleures tragédies de second ordre, fut pourtant maltraitée par Fréron, Grimm et Geoffroy qui l’a appelée une « farce burlesque », un « fatras extravagant ».
À l’imitation des Grecs, ou simplement à l’exemple de Collé, l’auteur a rempli son sujet, sans y introduire d’épisodes d’amour, et le maintien de la simplicité du plan d’Euripide n’a manqué ni d’intérêt ni de pathétique. Beaucoup d’emprunts ont été signalés : la scène de la reconnaissance était tirée tout entière de l’opéra d’Iphigénie de Duché de (1704 ; celle où Iphigénie interroge Oreste sur le sort de la famille des Atrides, et dont le fond est dans Euripide, rappelait par quelques détails l’Oreste et Pylade de Lagrange-Chancel (1697), mais en l’améliorant. On a également reproché à l’auteur d’avoir exagéré sans utilité pour l’action la stupide férocité de Thoas, et de n’avoir pas assez préparé ni motivé le dénouement. Quant au style, on a dit que la versification pesante, monotone, les morceaux déclamatoires et les fautes de langue d’Iphigénie en Tauride étaient sauvés par l’énergie, la chaleur qui animaient l’ensemble de l’œuvre qui a été imprimée plusieurs fois (Paris, 1758, 1778, 1784, 1811, 1815, 1818, in-8°).
On a encore de Guimond de La Touche : Épître à l’amitié (Londres, 1758, in-8°) ; les Soupirs du cloître, ou le Triomphe du fanatisme (1765, in-8°), satire contre ses anciens confrères, les Jésuites.